# Elite Women’s Hockey League 2013/14
Die Saison 2013/14 war die zehnte Spielzeit der Elite Women’s Hockey League, einer Fraueneishockeyliga. Im zehnten Jahr ihres Bestehens nahmen zwischen September 2013 und Februar 2014 sieben Mannschaften aus Österreich, Italien, Ungarn und Slowenien teil. Mit den Teams aus Bozen und Budapest sind erneut zwei Gründungsmitglieder der EWHL dabei. Außer ihnen komplettierten in dieser Saison die DEBL-Meisterinnen der Neuberg Highlanders und eine Mannschaft aus Maribor das Feld.
Vor der Saison teilte der Vorjahressieger HK Pantera Minsk mit, nicht an der Liga teilzunehmen. EWHL-Sieger 2013/14 wurde die EV Bozen Eagles und damit zum ersten Mal ein Verein aus Italien.

## Modus
Die sieben Teilnehmer spielten in drei Runden im Ligasystem die Plätze aus, sodass jede Mannschaft 18 Partien austrägt. Da also jeweils zwei Mannschaften drei Mal gegeneinander spielen, wurde vor der Saison das Heimrecht für jedes Duell ausgelost. Für einen Sieg erhält eine Mannschaft drei Punkte, bei einem Sieg nach der Sudden Victory Overtime genannten Verlängerung oder nach Penaltyschießen zwei Punkte. Die unterlegene Mannschaft erhielt nach der regulären Spielzeit keine Punkte, bei einer Niederlage nach Verlängerung oder Penaltyschießen jedoch einen Punkt.

## Tabelle
| Pl. | Mannschaft          | Land       | Sp | S  | OTS | OTN | N  | Tore   | Punkte |
| --- | ------------------- | ---------- | -- | -- | --- | --- | -- | ------ | ------ |
| 1.  | EHV Sabres Wien     | Osterreich | 17 | 17 | 0   | 0   | 0  | 157:14 | 51     |
| 2.  | EV Bozen Eagles     | Italien    | 18 | 13 | 1   | 0   | 5  | 71:30  | 38     |
| 3.  | DEC Salzburg Eagles | Osterreich | 18 | 12 | 1   | 1   | 6  | 80:31  | 36     |
| 4.  | Neuberg Highlanders | Osterreich | 18 | 11 | 0   | 1   | 7  | 71:72  | 34     |
| 5.  | KMH Budapest        | Ungarn     | 18 | 4  | 0   | 0   | 14 | 24:76  | 12     |
| 6.  | HDK Maribor         | Slowenien  | 17 | 2  | 0   | 0   | 16 | 28:102 | 9      |
| 7.  | WE-V Flyers         | Osterreich | 18 | 2  | 0   | 0   | 16 | 17:123 | 6      |

## Final Four Tournament
Halbfinale
| 15. Februar 2014 20:40 | EHV Sabres Wien | 3:4 (0:2, 1:0, 2:2) | Neuberg Highlanders | Albert Schultz Eishalle, Wien |

| 15. Februar 2014 20:50 | EV Bozen Eagles | 9:4 (5:3, 3:0, 1:1) Spielbericht | DEC Salzburg Eagles | Albert Schultz Eishalle 3, Wien |

Spiel um Platz 3
| 16. Februar 2014 12:40 | EHV Sabres Wien | 7:0 (0:0, 3:0, 4:0) | DEC Salzburg Eagles | Albert Schultz Eishalle, Wien |

Finale
| 16. Februar 2014 15:40 | EV Bozen Eagles | 7:0 (0:0, 2:0, 5:0) Spielbericht | Neuberg Highlanders | Albert Schultz Eishalle, Wien |

## Auszeichnungen
All-Star-Team 
| Angriff:      | Anna Meixner (EHV Sabres Wien) – Esther Kantor (EHV Sabres Wien) – Jordan Brickner (DEC Salzburg Eagles) |
| Verteidigung: | Regan Boulton (EHV Sabres Wien) – Felicia Vieweg (Neuberg Highlanders)                                   |
| Tor:          | Daniela Klotz (EV Bozen Eagles)                                                                          |

Spielertrophäen
- Beste Torhüterin: Victoria Vigilanti (EHV Sabres Wien)
- Beste Torschützin: Anna Meixner (EHV Sabres Wien)
- Topscorerin: Anna Meixner (EHV Sabres Wien)

## Bemerkenswertes
Das letzte Auswärtsspiel der Vienna Sabres in Maribor wurde nicht ausgespielt, da der Bus der Wiener wegen der starken Vereisung umkehren musste. Das Spiel wurde nicht strafverifiziert, sondern nicht gewertet, da es sich um „höhere Gewalt“ handelte.